# Andronik Gewondowitsch Iossifjan

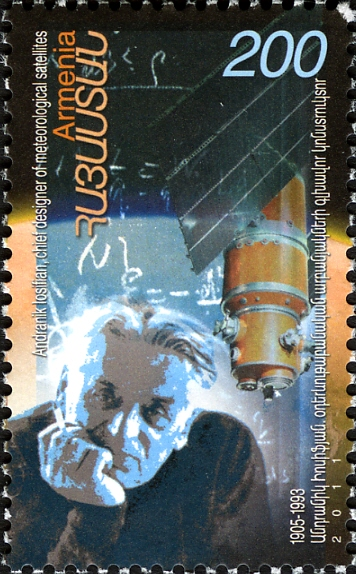
Andronik Gewondowitsch Iossifjan auf einer armenischen Briefmarke (2011)

Andronik Gewondowitsch Iossifjan (armenisch Անդրանիկ Ղևոնդի Հովսեփյան; russisch Андроник Гевондович Иосифьян; * 8. Julijul. / 21. Juli 1905greg. im Dorf Zmakaoch bei Martakert in Bergkarabach; † 13. April 1993 in Moskau) war ein sowjetisch-armenischer Elektrotechniker und Raketentechniker.

## Leben
Iossifjan trat als Siebzehnjähriger in die Rote Armee ein. 1925 schloss er die RabFak ab und begann am Polytechnischen Institut Baku das Studium der Elektromechanik. 1930 begann er die Arbeit im Elektromaschinenlaboratorium des Moskauer Allrussischen Elektrotechnik-Instituts. 1936 schlug er als Erster in der Sowjetunion die Verwendung des Thyratrons für die Steuerung von Gleichstrommaschinen vor und entwickelte die Theorie für die Verstärker dazu. 1939 konstruierte er als Welterster einen Linearmotor, den er erfolgreich in Form einer Modelleisenbahn auf der Weltausstellung New York vorstellte. Im Auftrag des Volkskommissariats für Verteidigung und der Marine entwickelte er zusammen mit den Physikern K. S. Wulfson und A. A. Smirnow ein System zur Ortung und Verfolgung von Schiffen mit Infrarotstrahlung. 1941 wurde er zum Professor ernannt.
20 Jahre lang beschäftigte er sich mit dem Problem einen Elektroantrieb für Hubschrauber zu entwickeln. 1930 bis 1933 testete er erfolgreich kleine Modelle, die er schrittweise vergrößerte. Anfang 1941 schuf er den ZAGI-5EA, der mit einem langen Kabel mit der Stromquelle verbunden war. Der Beginn des Deutsch-Sowjetischen Krieges verhinderte die Fortführung dieser Arbeiten und Iossifjan wurde in eine kleine Fabrik abgeordnet zum Bau der von ihm entwickelten ferngesteuerten Kleinpanzer für die Sprengung feindlicher Panzer. Dies war die Keimzelle des späteren Entwicklungswerks Nr. 627 in Istra mit Iossifjan als Direktor. 1945 wurde er Korrespondierendes Mitglied der Armenischen Akademie der Wissenschaften (AN-ArmSSR).
Nach dem Beschluss des Ministerrats der UdSSR zur Raketenaufrüstung vom 13. Mai 1946 wurde das Werk durch weitere Gebäude ergänzt. Die Produktion von elektrischen Wechselrichtern musste organisiert werden, um Wechselstrom mit einer Spannung von 40 V und einer Frequenz von 500 Hz für die Versorgung der Raketengyroskope zu liefern. Dazu musste der Bedarf an leichten Elektromotoren, Potentiometern und Relais befriedigt werden. Iossifjan wurde nun der Hauptkonstrukteur der elektrischen Ausstattung der Raketen. Zu seinen bedeutendsten Entwicklungen gehörte die kontaktlose Energieübertragung. 1953 wurde durch Iossifjans Initiative mit der Entwicklung des Kleinrechners M-3 von I. S. Bruk und N. J. Matjuchin begonnen. 1955–1965 war er Hauptherausgeber der Zeitschrift Elektrotechnika. 1956 gründete er zusammen mit S. N. Mergeljan in Jerewan das Institut für Mathematische Maschinen.

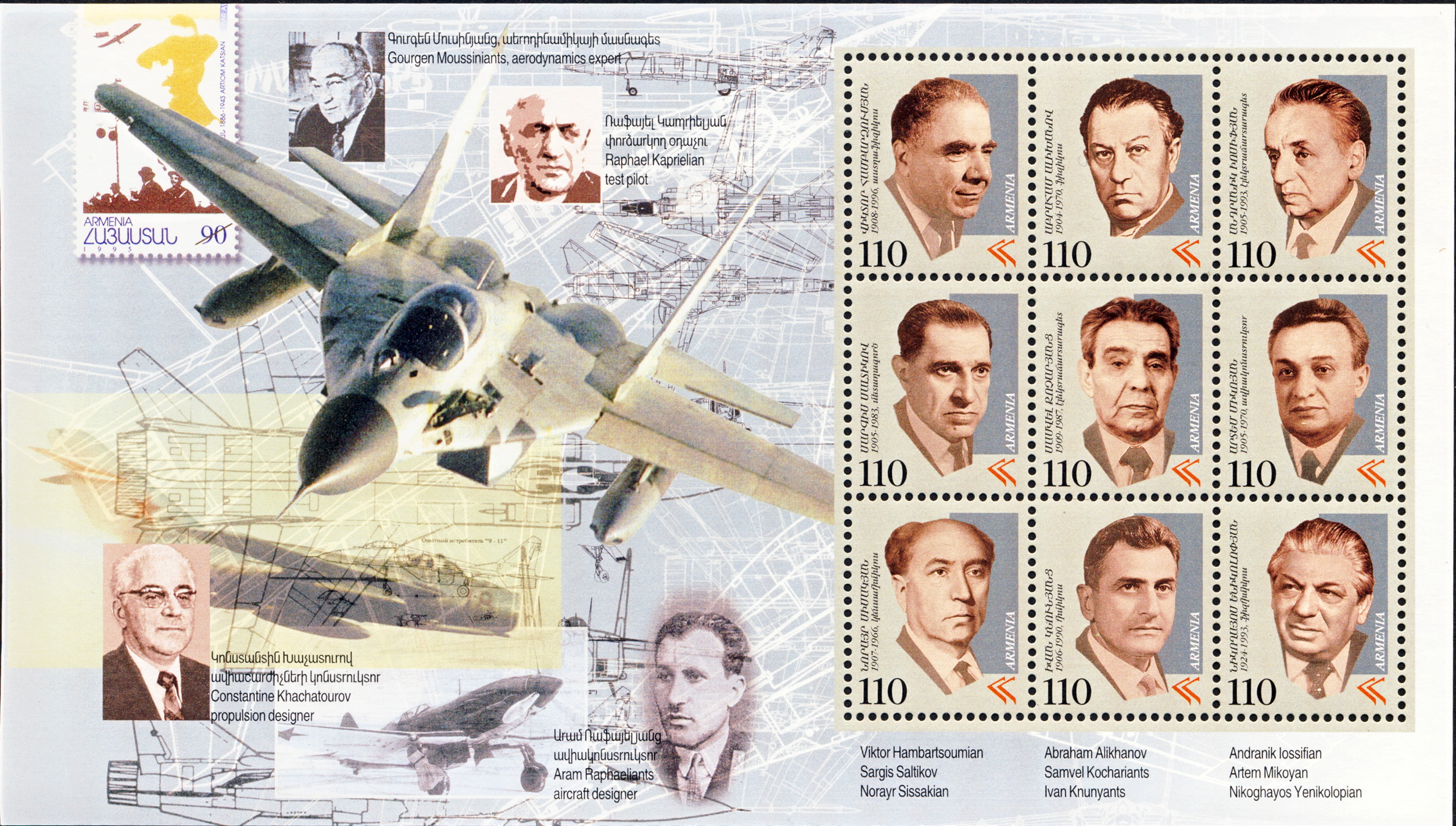
Hambardsumjan, Alichanow, Iossifjan, Saltykow, Kotscharjanz, Mikojan, Sissakjan, Knunjanz und Jenikolopow auf einer armenischen Briefmarke (2000)

Die von Iossifjan entwickelte elektrische Raketenausrüstung kam in der Rakete R-7 von S. P. Koroljow zur Anwendung und bewährte sich beim Sputnik-1-Flug 1957 sowie später im Raumschiff Wostok. Iossifjans Werk Nr. 627 ging 1959 in dem Allunionsforschungsinstitut für Elektromechanik (WNIIEM) auf und wurde dessen Filiale in Istra. 1959 wurde Iossifjan Vollmitglied der AN-ArmSSR und 1960 Doktor der Technischen Wissenschaften.
1960 war Iossifjan an der Prüfung der Rakete R-16 beteiligt, die 1960 zur Nedelin-Katastrophe führte. 1966 trug die Kosmos-122 das erste experimentelle Meteorologie-System in die Umlaufbahn, das 1967 in Kosmos-144 und Kosmos-156 zum operativen Einsatz kam und unter Iossifjans Leitung zu den Meteor-Satelliten weiterentwickelt wurde.
Iossifjan war Vorsitzender des Wissenschaftsrats für Raumfahrt-Elektrotechnik und -Elektronik der Akademie der Wissenschaften der UdSSR (AN-SSSR). Sergei Koroljow bezeichnete Iossifjan als „Chefelektriker der Raketentechnik“.
Iossifjan fand sein Grab auf dem Moskauer Friedhof Trojekurowo.

## Ehrungen
- Leninorden (1942, 1948, 1960, 1961)
- Stalinpreis III. Klasse (1949)
- Orden des Roten Banners der Arbeit (1949, 1951)
- Held der sozialistischen Arbeit (1961)
- Verdienter Wissenschaftler und Techniker der Armenischen SSR (1962)
- Verdienter Wissenschaftler und Techniker der RSFSR (1965)
- Leninpreis (1970)
- Staatspreis der UdSSR (1979)
- Orden der Oktoberrevolution (1985)